# بينيارويبا (إسبانيا)
بلدية بينيارويبا (بالإسبانية: Peñarrubia)‏، هي إحدى بلديات منطقة كانتابريا, المصنفة على أنها مقاطعة أيضاً، في شمال إسبانيا.
يبلغ عدد سكانها 324 نسمة وفقاً لإحصائية سنة (2002).